# Henry Deacon
Henry Deacon (Londra, 30 luglio 1822 – Widnes, 23 luglio 1876) è stato un chimico inglese. Egli è stato anche un industriale del suo tempo.

## Biografia
Nato da un padre che portava il suo stesso nome ed educato al "Quaker" scuola che si trova nel Tottenham, diventò un apprendista all'età di 14 anni di Galloway & Sons fino al fallimento di questa compagnia. In seguito si mosse a Manchester e nel 1840 iniziò il suo lavoro di imprenditore. Come chimico osservando i lavori svolti dal processo Leblanc modificati poi da Walter Weldon riuscì quindi a creare un proprio progetto. Grazie a questo riuscì, con il cloruro rameoso, a "bruciare" l'acido cloridrico con aria a 500 °C, fornendo cloro e acqua (1868), sistema poi perfezionato due anni più tardi riuscendo alla fine ad ottenere della polvere da sbianca molto attiva. Sposatosi in prime nozze con Emma Wade nel 1851 dalla quale ebbe due figli e una figlia, dopo la sua morte si risposò con Caroline Rutt nel 1866.